# Blektjärnen (Klövsjö socken, Jämtland)
Blektjärnen är en sjö i Bergs kommun i Jämtland och ingår i Ljungans huvudavrinningsområde.